# Festes del Raval
Les Festes del Raval del Raval de Barcelona del Ciutat Vella de Barcelona se celebren el cap de setmana anterior a la festivitat de la Mare de Déu del Carme, patrona de la principal parròquia del barri, ja que les festes es fan en honor seu. La festa major del Raval l'organitza l'Associació de Veïns del Carme i compta amb un bon nombre d'activitats per a totes les edats i gustos: música i balls, havaneres, activitats infantils, àpats populars, teatre, gegants, diables, castellers, competicions esportives i fins i tot una cursa de patins que ha agafat anomenada aquests últims anys. D'ençà del 1983 també s'hi fa una mostra d'artesans i botiguers, promoguda pels comerciants del barri.

## Activitats destacades
- Espectacle pirotècnic i tabalada. L'última nit de celebracions s'hi fa una gran tabalada amb mostra de foc, organitzada per colles de diables de la Ciutat Vella i amb la participació de més grups convidats. En acabat, una gran traca anuncia la fi de la festa i acomiada els veïns i veïnes fins a l'any vinent.[1]
- Diada castellera. La festa major del Raval inclou una jornada castellera el diumenge. Es fa a la Rambla del Raval i hi participen tot de colles convidades, tant de la ciutat com de la rodalia.[1]
- Diada bastonera. Les colles bastoneres barcelonines i de tot el país tenen una estona de protagonisme dins la festa major del Raval. Ja fa uns quants anys que hi fan una gran diada, amb una desfilada de les colles pels carrers del barri que s'acaba a la plaça de Vázquez Montalbán, on cada grup fa una demostració dels balls més representatius.[1]
- Ball i cercavila de gegants. La imatgeria festiva popular és un component important de les festes, que inclouen una cercavila encapçalada pels gegants Ramon i Lola, la gegantona Quimeta Àngels i el nan Manolito. Després, un ball conjunt de les figures posa fi a l'acte.[1]